# 西日本ガス
西日本ガス株式会社（にしにほんガス）は、福岡県柳川市に本社を置き、同市及び福岡県八女市を供給区域とする都市ガス・プロパンガス事業者である。

## 概要
福岡県柳川市及び八女市において都市ガス供給事業を行う。供給する都市ガスの種類は、LPGを原料として発生させたガスを空気で熱量調整した13Aガスである。また、両市においてプロパンガス供給事業も行っている。供給件数は、2020年3月31日現在、都市ガスが柳川市3,429件・八女市883件、旧簡易ガスが174件、プロパンガスが1,198件である。

## 本社・支店
供給区域が柳川市と八女市に分かれており、また他のガス事業者からの導管によるガス供給やLNGサテライト供給も受けていない。柳川市の本社と八女市の支店それぞれにLPGを原料とする13Aガスの発生・製造設備を備えて都市ガスの供給を行っている。

### 柳川本社
- 所在地：福岡県柳川市新外町89番地の2[1]
- 設備
  - 有水式ガスホルダー：2基
  - LPG貯槽：2基

### 八女支店
- 所在地：福岡県八女市立野145番地の2[1]
- 設備
  - 有水式ガスホルダー：1基
  - LPG貯槽：1基

## 沿革
- 1962年（昭和37年）10月27日 - 設立[1]。
- 1963年（昭和38年） - 事業開始[2]。